# イオン津南ショッピングセンターサンバレー
イオン津南ショッピングセンターサンバレー（イオンつみなみショッピングセンターサンバレー）は、かつて三重県津市高茶屋小森町に所在した、イオンの子会社である津南郊ショッピングセンター株式会社が運営していたショッピングセンター。1978年（昭和53年）に開業し、2016年（平成28年）に閉館した。閉館後、建物を解体し、周辺の土地を含めて新たにイオンモール津南が2018年（平成30年）11月9日に開業した。
サンバレーの愛称があった。津市と松阪市を主な商圏とし、2015年（平成27年）時点では約420万人の来店があった。

## 沿革

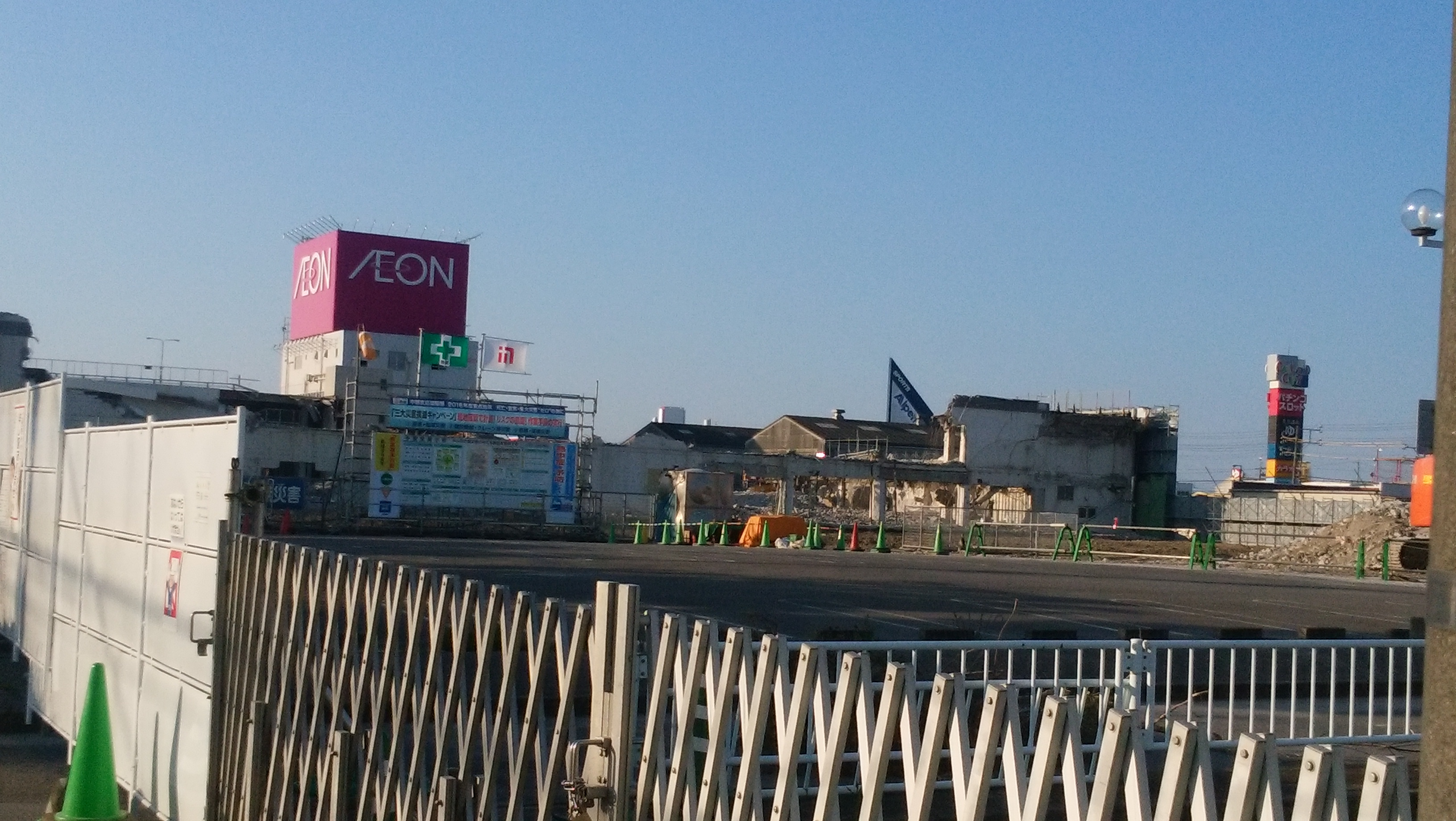
解体中の様子

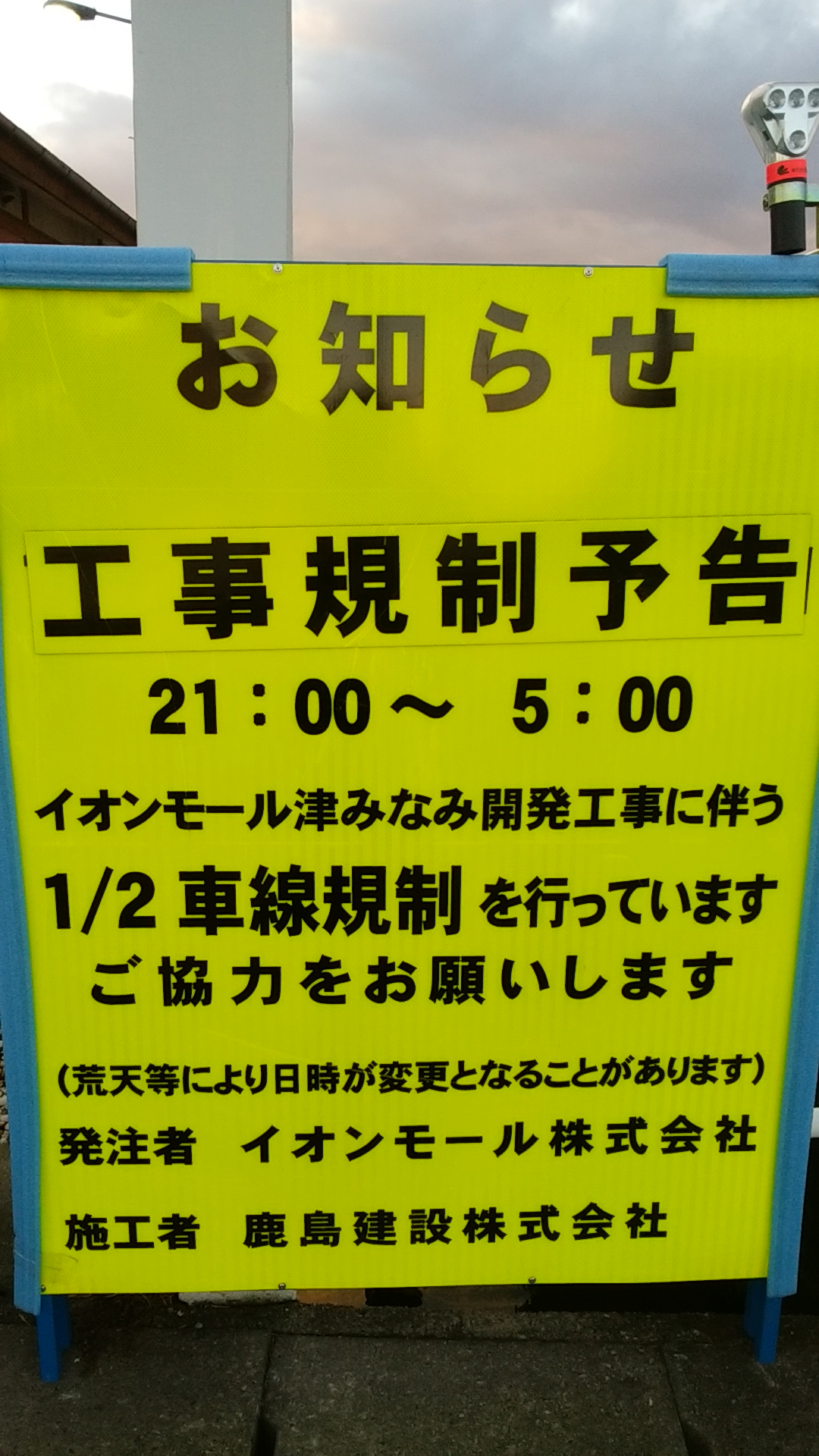
建て替えを予告する看板

1978年（昭和53年）9月15日に津南郊ショッピングセンターが複合商業施設「サンバレー」として開業させた。開業当時、衣料品店や雑貨店など約50店が出店していた。水田地帯に突如として現れたこのショッピングセンターは地域のランドマークとなった。2000年（平成12年）にイオンが入店し、専門店がリニューアルされ「イオン津南ショッピングセンター」を正式名称とした。このときのリニューアルで、当時としては斬新だった商店街形式のショッピングモールとなった。2002年（平成14年）には新館を開業し、スポーツ用品店や家電量販店が出店した。2003年（平成15年）時点では約80店舗が入店し、520万人が来店していた。これが来店客数のピークとなった。2008年（平成20年）に開業30周年を契機として、一度正式名称から外された「サンバレー」の名を復活させ、「イオン津南ショッピングセンターサンバレー」に店名を改めた。
2011年3月1日には核店舗の名称を「ジャスコ津南店」から「イオン津南店」に変更した。
2015年（平成27年）12月17日に、津南郊ショッピングセンター株式会社とイオンリテール株式会社イオン津南店の連名で2016年（平成28年）春での完全閉館が告知された。閉館理由は、施設の老朽化とそれに伴う客足の減少であるとされる。12月時点では、閉館後について担当者は「買い物難民が出ないようにしたいが未定」と伊勢新聞の取材に答えている。その後、2016年（平成28年）1月5日に中日新聞が閉店日を2月末であると報じ、1月22日に産経新聞がイオンリテールの店長の談話として、「具体化はしていないが、国道23号沿いの好立地の土地を再開発し、新しく生まれ変わり、オープンを目指す。」との記事を掲載した。
2016年（平成28年）2月29日、午後6時から閉店セレモニーが1階で行われ、三重大学のアカペラサークルによるコンサートの後、イオン津南店の店長が挨拶し、「蛍の光」が流れる中、午後7時に37年の歴史に幕を下ろした。店舗は2016年（平成28年）5月頃から解体工事が行われ、同年10月現在跡地では整地作業が行われている。同年10月時点でイオンモールが跡地への出店を計画していると中日新聞が報じた。2017年（平成29年）7月18日にイオンモールが出店を決定、2018年（平成30年）11月9日に「イオンモール津南」が開業した。
閉館時点で営業していた店舗のうち、エディオンは近隣地に移転して営業を続けている。

## 閉館時点での主なテナント
1階
- イオン
- SPORTS DEPO、GOLF5（いずれもアルペン運営）

2階
- エディオン津南サンバレー店
- ダイソー
- 赤ちゃんデパート水谷
- Right-on
- 未来屋書店

## 周辺施設
- 高茶屋駅
- 雲出簡易郵便局
- イオンタウン津城山